# Tonimir Sokol
Tonimir Sokol, hrvatski reprezentativac u hrvanju. Osvojio je bronačno odličje na seniorskom europskm prvenstvu 2010. godine.